# Spondylurus
Spondylurus — рід сцинкоподібних ящірок родини сцинкових (Scincidae). Представники цього роду мешкають на Карибах.

## Види
Рід Spondylurus нараховує 17 видів, з яких 7 є ймовірно вимерлими:
- Spondylurus anegadae Hedges & Conn, 2012
- Spondylurus caicosae Hedges & Conn, 2012
- Spondylurus culebrae Hedges & Conn, 2012
- Spondylurus fulgidus Cope, 1862
- Spondylurus haitiae Hedges & Conn, 2012
- Spondylurus lineolatus (Noble, 1933)
- Spondylurus macleani (Mayer & Lazell, 2000)
- Spondylurus magnacruzae Hedges & Conn, 2012
- Spondylurus martinae Hedges & Conn, 2012
- Spondylurus monae Hedges & Conn, 2012
- Spondylurus monitae Hedges & Conn, 2012
- Spondylurus nitidus (Garman, 1887)
- Spondylurus powelli Hedges & Conn, 2012
- Spondylurus semitaeniatus (Wiegmann, 1837)
- Spondylurus sloanii (Daudin, 1803)
- Spondylurus spilonotus (Wiegmann, 1837)
- Spondylurus turksae Hedges & Conn, 2012

## Етимологія
Наукова назва роду Saproscincus походить від сполучення слів дав.-гр. σφονδυλος — круг і ουρα — хвіст.